# Raimondo Gaufridi
Raimondo Gaufridi, anche Ramon de Godefroy, Raymond de Gaufredi, Raimondo di Goffredo, (... – 1310), fu un religioso provenzale appartenente all'Ordine francescano, ordine del quale fu ministro generale dal 1289 al 1295.

## Biografia
Simpatizzante degli Spirituali, divenne ministro generale dei Frati minori nel 1289, durante il capitolo generale celebrato a Rieti.  Alla morte di papa Nicolò IV, nel 1292, ottenne una attenuazione delle sanzioni canoniche e coercitive contro gli Spirituali.  In particolare, si dovette al suo intervento la liberazione di Ruggero Bacone dal carcere.
Durante il suo generalato, Angelo Clareno e alcuni dei suoi discepoli furono inviati in missione nel Regno armeno di Cilicia.  Sempre Gaufridi nominò Pietro di Giovanni Olivi all'incarico di professore nell'Università di Montpellier.
Gaufridi fu anche un sostenitore del terziario francescano Ramon Llull.
Venne deposto da papa Bonifacio VIII nel 1295.
A lui sono attribuiti anche alcuni scritti di alchimia, tra cui il Verbum abbreviatum de leone viridi.